# Oxypoda perexilis
Oxypoda perexilis är en skalbaggsart som beskrevs av Thomas Casey 1906. Oxypoda perexilis ingår i släktet Oxypoda och familjen kortvingar. Inga underarter finns listade i Catalogue of Life.